# Pheidole acutidens
Pheidole acutidens là một loài côn trùng thuộc họ Formicidae. Đây là loài đặc hữu của Argentina.